# Pseuderanthemum pihuamoense
Pseuderanthemum pihuamoense är en akantusväxtart som beskrevs av T.F. Daniel. Pseuderanthemum pihuamoense ingår i släktet Pseuderanthemum och familjen akantusväxter. Inga underarter finns listade i Catalogue of Life.